# János Kristófi
Dans le nom hongrois Kristófi János, le nom de famille précède le prénom, mais cet article utilise l’ordre habituel en français János Kristófi, où le prénom précède le nom.
János Kristófi, né à Petreu dans le județ de Bihor le 15 décembre 1925 et mort à Oradea le 5 janvier 2014 , est un peintre hongrois de Roumanie.

## Biographie
János Kristófi fait sa scolarité à Cluj, puis sort diplômé de l'université d'art et d'esthétique de Cluj en 1954.
Professeur de peinture à l'école d'art populaire d'Oradea en 1955, il prend sa retraite en 1988.
Avec son épouse, la sculptrice et céramiste Judith Hoványi, il prend une part active à la vie artistique de la ville. Le couple a exposé à Vienne et Leyde (1988), Miskolc (1990), Győr et Budapest (1991). Il a peint les paysages d'Oradea ainsi que des portraits de personnalités comme Béla Bartók ou du compositeur Sándor Bihari (hu).
Il a eu dix enfants.

## Distinctions
- 2002 : Prix annuel Pro Partium du diocèse réformé d'Oradea (pe lângă Piatra Craiului / Királyhágómellék)
- 2011 : Croix de Chevalier de l'Ordre du Mérite de la République de Hongrie[3].